# Učinkovina
(Zdravilna) učinkovina ali aktivna snov je vsaka snov, ki že v relativno majhni količini vpliva na biokemične oziroma biofizikalne procese v organizmu in povzroči določen farmakološki odziv. V farmacevtski obliki (FO) je zdravilna učinkovina nosilka terapevtskega učinka zdravila.
Poleg učinkovin so v farmacevtsko obliko vgrajene praviloma še pomožne snovi (PS), ki pa so nosilke fizikalno-kemijskih lastnosti.
Zdravilna učinkovina (ZU) je po izvoru lahko:
- naravna (pridobljena zlasti iz rastlin, lahko tudi živali ali mineralov),
- sintezna (pridobljena umetno s kemijskimi reakcijami),
- polsintezna (izhodna snov je naravnega izvora, vendar je kemijsko spremenjena),
- biotehnološka (pridobljena z metodami biotehnologije s pomočjo mikroorganizmov) – čedalje pomembnejše postajajo biotehnološke učinkovine, pridobljene s pomočjo genskega inženirstva.

Slovenski Zakon o zdravilih  razdeli učinkovine nekoliko drugače:
1. človeškega izvora, npr. človeška kri, krvni pripravki, krvni izdelki;
2. živalskega izvora, npr. živali, deli organov, živalski izločki, strupi, izvlečki, krvni izdelki;
3. rastlinskega izvora, npr. rastline, deli rastlin, rastlinski izločki, izvlečki;
4. mikrobnega izvora, npr. celi mikroorganizmi, njihove sestavine;
5. kemijskega izvora, npr. elementi, kemijske snovi, ki se nahajajo v določeni obliki v naravi, kemijski izdelki, pridobljeni s kemijsko spremembo ali sintezo;
6. pridobljena z biotehnološkimi postopki.

Podobno razdelitev (le brez učinkovin mikrobnega in biotehnološkega postopka) pozna tudi Evropska direktiva o zdravilih za humano uporabo.
Tako bi na primer penicilin in atropin po prvi razdelitvi spadala med naravne učinkovine, zato ker jih pridobivamo iz živih organizmov brez kemijskega spreminjanja, po drugi razdelitvi pa spadata med učinkovine kemijskega izvora, ker ju v zdravilo vgradimo v obliki kemijsko čiste snovi.